# Sânmihaiu Almașului
Sânmihaiu Almașului (parfois Sanmihaiu Deșert ou Pusta-Sân-Mihaiu, en hongrois Almásszentmihály) est une commune roumaine du județ de Sălaj, dans la région historique de Transylvanie et dans la région de développement du Nord-ouest.

## Géographie
La commune de Sânmihaiu Almașului est située au sud du județ, dans la vallée de l'Almaș, à 33 km au sud-est de Zalău, le chef-lieu du județ.
La municipalité est composée des trois villages suivants (population en 2002) :
- Bercea (226) ;
- Sânmihaiu Almașului (1 164), siège de la commune ;
- Sântă Mărta (416).

## Histoire
La première mention écrite de la commune date de 1334 sous le nom de Zenmichal.
La commune, qui appartenait au royaume de Hongrie, faisait partie de la principauté de Transylvanie et elle en a donc suivi l'histoire.
Après le compromis de 1867 entre Autrichiens et Hongrois de l'empire d'Autriche, la principauté de Transylvanie disparaît et, en 1876, le royaume de Hongrie est partagé en comitats. Sânmihaiu Almașului intègre le comitat de Szilágy (Szilágymegye).
À la fin de la Première Guerre mondiale, l'Empire austro-hongrois disparaît et la commune rejoint la Grande Roumanie et le județ de Cluj.
En 1940, à la suite du deuxième arbitrage de Vienne, elle est annexée par la Hongrie jusqu'en 1944. Elle réintègre la Roumanie et le județ de Sălaj auquel elle appartient maintenant après la Seconde Guerre mondiale.

## Religions
En 2002, la composition religieuse de la commune était la suivante :
- Chrétiens orthodoxes, 81,28 % ;
- Baptistes, 4,20 % ;
- Pentecôtistes, 3,32 % ;
- Grecs-Catholiques, 0,71 %.

## Démographie
En 1910, à l'époque austro-hongroise, la commune comptait 2 464 Roumains (94,48 %) et 77 Hongrois (2,95 %).
En 1930, on dénombrait 2 753 Roumains (94,28 %), 44 Hongrois (1,51 %), 20 Juifs (0,68 %) et 97 Tsiganes (3,32 %).
En 1956, après la Seconde Guerre mondiale, 2 990 Roumains (95,28 %) côtoyaient 10 Hongrois (0,32 %) et 137 Tsiganes (4,37 %).
En 2002, la commune comptait 1 415 Roumains (78,34 %), 7 Hongrois (0,38 %) et 383 Tsiganes (21,20 %). On comptait à cette date 751 ménages et 781 logements.
| 1850  | 1880  | 1900  | 1910  | 1920  | 1930  | 1941  | 1956  | 1966  |
| ----- | ----- | ----- | ----- | ----- | ----- | ----- | ----- | ----- |
| 1 885 | 2 051 | 2 263 | 2 608 | 2 495 | 2 920 | 3 045 | 3 138 | 2 830 |

| 1977  | 1992  | 2002  | 2007  | - | - | - | - | - |
| ----- | ----- | ----- | ----- | - | - | - | - | - |
| 2 674 | 1 857 | 1 806 | 1 774 | - | - | - | - | - |

## Économie
L'économie de la commune repose sur l'agriculture et l'élevage.

## Communications

### Routes
Sânmihaiu Almașului est située à l'intersection des routes nationales DN1F Zalău-Cluj-Napoca et DN1G Jibou-Huedin et elle occupe de ce fait une position géographique privilégiée qui la permet en relation rapide avec les principales villes de la région.

## Lieux et monuments

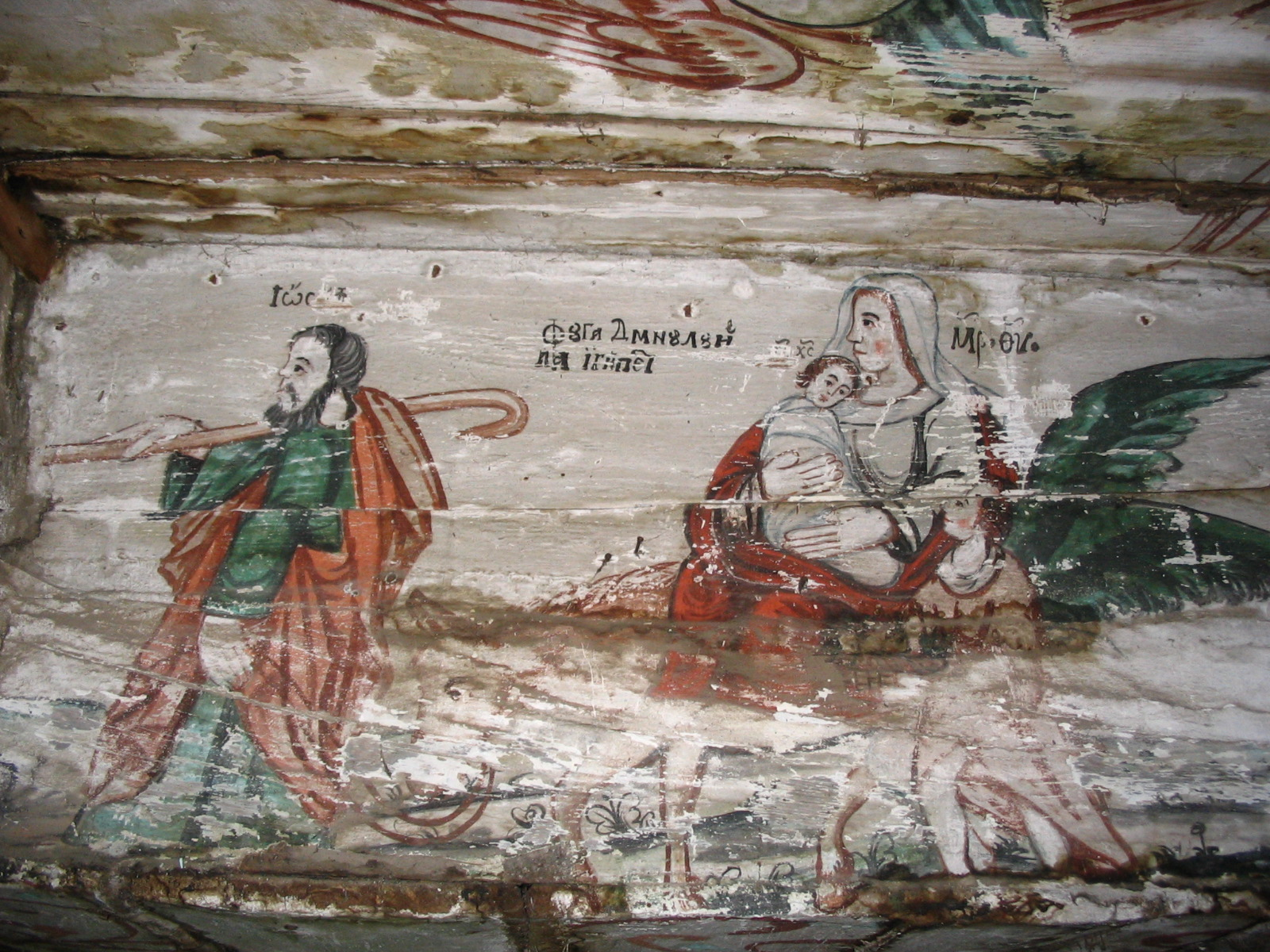
Fresque de la Fuite en Égypte dans l'église de Sânmihaiu Almașului

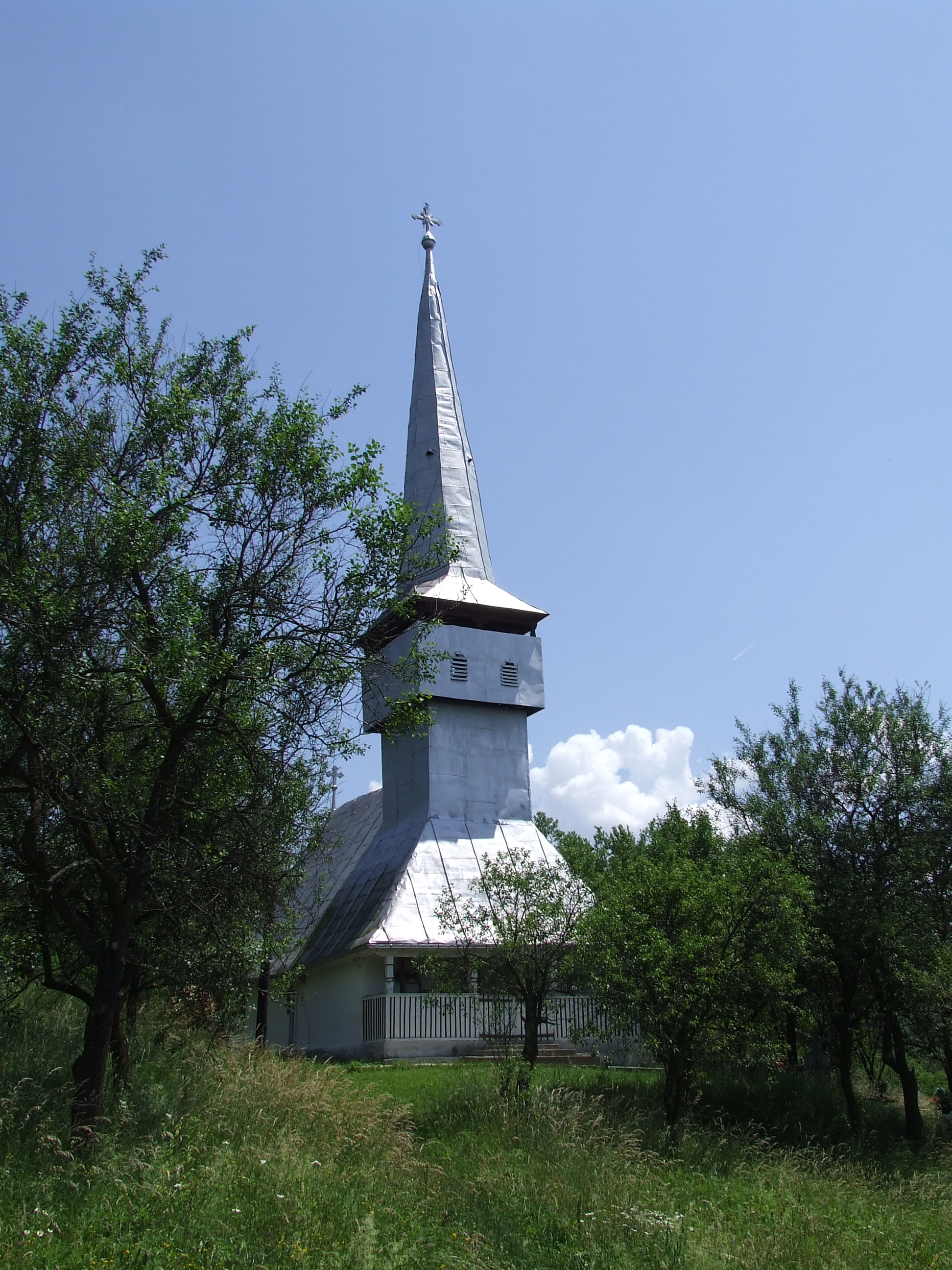
L'église de Sântă Mărta

- Sânmihaiu Almașului, église orthodoxe en bois des Saints Archanges de 1736[5].

- Sântă Mărta, église en bois.